# Chaetexorista atripalpis
Chaetexorista atripalpis är en tvåvingeart som beskrevs av Hiroshi Shima 1973. Chaetexorista atripalpis ingår i släktet Chaetexorista och familjen parasitflugor. Inga underarter finns listade i Catalogue of Life.